# 終結者 (電影角色)
終結者（英語：Terminator）或稱T-101，全稱終結者T-800賽博汀系統101型（英語：Terminator T-800 Cyberdyne Systems Model 101），為滲透者原型T-850（英語：Resistance Infiltrator Prototype T-850 Model）的原型。為「魔鬼終結者系列電影」中的人形機器人角色，同時也是該系列的代名詞角色。角色定位最初被設定為刺客、軍人和入侵者，之後成為保鏢。為阿諾·史瓦辛格所飾演的虛構人物，最早出現於詹姆斯·卡梅隆的1984年電影《魔鬼終結者》和其續集中。在第一部電影中T-800由史瓦辛格飾演，第二個T-800由佛朗哥·哥倫布飾演，但只出現在回憶片段中。史瓦辛格飾演終結者在第一和第二集中分別為反派與正派；在第四集中則只以CGI模式短暫出現。在續集《魔鬼終結者2》和《魔鬼終結者3》中，史瓦辛格都有回歸演出；但其所飾演的角色皆是反英雄。
卡梅隆以相同的「模式」打造《魔鬼終結者》世界觀宇宙。在《魔鬼終結者：未來救贖》中僅以CGI的方式出現（基於史瓦辛格當時還是加州州長而無法出演），使得該角色由羅蘭·奇金格來飾演。史瓦辛格再度於第五部電影《魔鬼終結者：創世契機》中登場，本片的故事被改寫，其中T-800最初回到過去的目的是要保護和培養還是少女的莎拉·康納。而在第二和第五集中的液態金屬變身者T-1000再度登場作為反派。
該角色於AFI百年百大英雄與反派的反派名單中名列第二十二，同時也被《帝國雜誌》列於一百位最偉大的電影人物中的第十四名。在第二集中的他，則被列於AFI百年百大英雄與反派的英雄名單中名列第四十八。

## 人物
劇中大多皆以「終結者」來稱呼他。從第二作開始出現了一系列的型號，如T-1000、T-X等，而史瓦辛格的終結者角色是唯一以「終結者」來稱呼的生化人。凱爾·瑞斯於《魔鬼終結者》中稱史瓦辛格的生化人為「賽博汀系統101型」，這在《魔鬼終結者2》中史瓦辛格的也是這樣稱呼自己。在《魔鬼終結者3》，終結者被稱為「T-101」，似乎是其型號的縮寫。
在遊戲《魔鬼終結者2》中，他被稱為800系列和T-800。第三集的演員們則稱為「850系列101型」、「T-850」和「T-101」。
終結者T-800擁有變聲、熱感應、巨大力量、耐力、精通各種交通工具等能力，甚至被轟炸燒盡了外皮也還能使體內的機器骨架完好無缺。
他最為人熟悉的名言為「I'll be back！」（我會回來的！）。

## 系列電影

### 《魔鬼終結者》
作中表明2018年開始製作原型機，2026年開始量產。取代了笨重且行動死板的T-600系列，最前線用的主戰型不會包覆仿生外皮，而滲透型的T-800則首創採用了以活體組織製造的外皮，能完美的表現流血、流汗等代謝功能。常人根本無法看出是機器人，但狗能嗅出其異樣之處，且T-800的AI無法完全詮釋人類應有的感情模式，某些洞察能力敏銳的人也能識破。終結者T-800被天網送往1984年的過去，任務是刺殺尚未生出未來領袖約翰·康納的母親莎拉·康納。他利用了電話簿來對莎拉展開追擊，之後他陷入了爆炸的卡車的火海中，儘管外表皮肉已被燒毀，但內部的機器人骨骼仍完好無缺並繼續追殺莎拉。經過長時間的追逐，最後被前者以工廠裡的液壓機粉碎。但他的右手和損壞的CPU被賽博汀系統回收。

### 《魔鬼終結者2》
史瓦辛格的終結者角色立場在第二集產生了逆轉。他被未來的約翰·康納改寫程式後受命派往過去以保護年幼時期的自己，防止終結者T-1000的刺殺。其電池可使用120年。T-800見到年幼的約翰後，兩人產生了互動，並試圖共同阻止「審判日」（核爆）。T-800從約翰學到了一些人類的語言，如「再見了，寶貝」；連莎拉都認為，是她遇過的男人中最適合成為兒子父親的人，對約翰而言如同父親般的存在。在電影中最後，當和莎拉、約翰擊敗了T-1000後，他要求莎拉將自己垂降下去至熔融池中，以破壞CPU，雖然約翰想讓他和他們在一起，但T-800認為自己必須消失，以確保天網系統無法重新做出並在未來運作。

### 《魔鬼終結者3》
作中T-850型称自己已经是过时型号，並和約翰解釋自己與前作的T-800為不同的終結者，因此無前作的記憶。在取出被击坏的氫燃料电池时能看到体内有两块电池。

### 《魔鬼終結者：未來救贖》
在第四部電影中，終結者雖然只是個配角，但仍作為反派登場。而史瓦辛格的終結者角色則只有以CGI的模式出現於螢幕中。

### 《魔鬼終結者：創世契機》
在片中，一名終結者T-800回到1973年的過去，保護被當作目標的莎拉·康納（當時還是位年輕女孩），其父母都已被T-1000給殺害。已成為孤兒的莎拉開始為自己未來的命運做準備，並和回到過去保護她的T-800一起行動，同時也作為其養女。然而，T-1000也一同現身追殺莎拉和凱爾·瑞斯；這使得老化的T-800須同時停止新的T-800和T-1000來襲。本片是該系列的改變事件和前兩部的重啟，並計劃推出三部曲。阿諾·史瓦辛格證實將回歸第六部電影。

### 《魔鬼終結者：黑暗宿命》
在《魔鬼終結者：黑暗宿命》時間線中，在另一台完成終結約翰·康納的任務後的T-800開始學習人類生活，並取名為「卡爾」（Carl）。期間救出遭受家暴的婦人艾莉西亞和她的孩兒子，並成為艾莉西亞的第二任丈夫。後來被莎拉找上一同保護成為新終結者Rev-9的目標的丹妮·拉莫斯。在一番苦戰後為了保護丹妮·拉莫斯和莎拉, 以及贖罪最終和Rev-9同歸於盡。

## 備註
1. ↑  電影版和導演剪輯版中的設定有所區別，前者中直接說可以不斷學習而更像人類，後者則說雖然能夠學習但天網已經在派任務時將電腦設為「唯讀」，必須動手術打開頭蓋改變設定[5]。